# Сидни Стийл
Сидни Стийл (на английски: Sydnee Steele) е артистичен псевдоним на бившата американска порнографска актриса и настоящ секс терапевт, писател и активист за свобода на словото Ейми Джейнс (Amy Jaynes), родена на 23 септември 1968 г. в Далас, щата Тексас, САЩ.

## Награди и номинации
Зали на славата
- 2007: AVN зала на славата.[3][4][5]

Носителка на индивидуални награди
- 2000: XRCO награда за невъзпята сирена.[6]
- 2002: AVN награда за най-добра актриса (видео) – „Еуфория“.[3][7]
- 2003: AVN награда за най-добра поддържаща актриса (видео) – „Със затаен дъх“.[3][8]
- 2003: Adam Film World награда за най-добра поддържаща актриса (видео).[9]

Носителка на награди за изпълнение на сцени
- 2001: AVN награда за най-добра секс сцена с двойка.[3]
- 2001: AVN награда за най-добра секс сцена с двойка (филм).[3]
- 2001: AVN награда за най-добра секс сцена само с момичета (видео).[3]

Номинации за индивидуални награди
- 2001: Номинация за AVN награда за изпълнителка на годината.[10]
- 2001: Номинация за AVN награда за най-добра актриса (филм) – „Фасада“.[10]
- 2002: Номинация за AVN награда за жена изпълнител на годината.[11]
- 2002: Номинация за AVN награда за най-добра актриса (филм) – „Мафиозо“.[11]
- 2002: Номинация за AVN награда за най-добра поддържаща актриса (филм) – „Мариса“.[11]
- 2004: Номинация за AVN награда за най-добра актриса (видео).[12]
- 2004: Номинация за AVN награда за най-добра поддържаща актриса (видео).[12]